# An Bá
An Bá is een xã in het district Sơn Động, een van de districten in de Vietnamese provincie Bắc Giang. De provincie Bắc Giang ligt in het noordoosten van Vietnam, dat ook wel Vùng Đông Bắc wordt genoemd. Een belangrijke verkeersader in An Bá is de Quốc lộ 31.
Thị trấn: An Châu · Thanh Sơn

Xã: An Bá · An Châu · An Lạc · An Lập · Bồng Am · Cẩm Đàn · Chiên Sơn · Dương Hưu · Giáo Liêm · Hữu Sản · Lệ Viễn · Long Sơn · Phúc Thắng · Quế Sơn · Thạch Sơn · Thanh Luận · Tuấn Đạo · Tuấn Mậu · Vân Sơn · Vĩnh Khương · Yên Định